# Association française de science politique
L'Association française de science politique (AFSP) est une association française regroupant des chercheurs destinée essentiellement à aider la recherche en science politique (organisation de colloques, publication de la Revue française de science politique, etc.). Outre ses activités propres elle assure une tâche de suivi et de coordination pour la communauté des politistes en France.

## Histoire
La science politique se développe en France à partir de la Troisième République sous l'impulsion de l'École libre des sciences politiques d'Émile Boutmy. Lorsque l'Institut d'études politiques de Paris est créé pour succéder à l’École libre, l'ordonnance créant la Fondation nationale des sciences politiques rattachée à l'IEP lui donne l'objet de « favoriser le progrès et la diffusion en France [...] des sciences politiques ». L'Association française de science politique est créée dans le sillage de l'Institut par ses enseignants.

## Présidents
- 1949-1959 : André Siegfried
- 1959-1967 : Jean-Jacques Chevallier
- 1967-1983 : François Goguel
- 1983-1992 : Georges Vedel
- 1992-1994 : Jean Leca
- 1994-2000 : Jean-Louis Quermonne
- 2000-2005 : Jean Leca
- 2005-2017 : Nonna Mayer[2]
- 2017-2020 : Andy Smith[3]
- 2020- : Christophe Jaffrelot

## Congrès
En septembre 2007, l'Institut d'études politiques de Toulouse accueille le IXe congrès bi-annuel de l'association française de science politique. Cette manifestation scientifique, marquée par une forte ouverture internationale à travers en particulier la présence de l’association américaine de science politique (APSA), rassemble près de 600 participants.
En septembre 2009, l'Institut d'études politiques de Grenoble est l'hôte du Xe congrès de l'Association française de science politique (conjoint avec celui des Associations francophones de science politique). Cet évènement disciplinaire marque un record de nombre de participants (840, dont environ un quart de politistes étrangers).
En juillet 2019, l'Institut d'études politiques de Bordeaux accueille le XVe congrès de l'Association française de science politique (conjoint avec celui des Associations francophones de science politique). Il fête à cette occasion son 70e anniversaire.